# INVEST (mnemónico)
El acrónimo INVEST para proyectos de Desarrollo de software Ágil fue creado por Bill Wake  como recordatorio de las características de un Elemento del Backlog de Producto (PBI para abreviar desde el inglés Product Backlog Item) de buena calidad; comúnmente escrito en formato de historia de usuario, aunque no es obligatorio. Estos PBI se pueden utilizar en un backlog de Scrum, un tablero Kanban o un proyecto XP .
| Carta | Significado            | Descripción |
| ----- | ---------------------- | --- |
| I     | Independiente          | El PBI debe sostenerse por sí mismo. |
| N     | Negociable             | Los PBI no son contratos explícitos y deberían dejar espacio para la discusión.                                                                      |
| V     | Valioso                | Un PBI debe aportar valor a las partes interesadas.                                                                                                  |
| E     | Estimable              | Siempre debes poder estimar el tamaño de un PBI. |
| S     | Pequeño                | Los PBI no deberían ser tan grandes como para que resulte imposible planificarlos, asignarlos o priorizarlos dentro de un cierto nivel de precisión. |
| T     | Comprobable (por test) | El PBI, o su descripción relacionada, debe proporcionar la información necesaria para hacer posible el desarrollo de la prueba.                      |